# A Hazug csajok társasága epizódjainak listája
Az alábbi epizódlista a Hazug csajok társasága című amerikai televíziós sorozat epizódjait tartalmazza. A sorozat az USA-ban 2010. június 8-án az ABC Family filmcsatornán debütált, Magyarországon pedig 2014. május 15-én indult az RTL II-n. Az magyar epizódok címei a port.hu-ról származnak.

## Évados áttekintés
| Évad | Évad | Epizódok | Eredeti sugárzás | Eredeti sugárzás  | Magyar sugárzás    | Magyar sugárzás     |
| Évad | Évad | Epizódok | Évadpremier      | Évadfinálé        | Évadpremier        | Évadfinálé          |
| ---- | ---- | -------- | ---------------- | ----------------- | ------------------ | ------------------- |
|      | 1    | 22       | 2010. június 8.  | 2011. március 21. | 2014. május 15.    | 2014. július 14.    |
|      | 2    | 25       | 2011. június 14. | 2012. március 19. | 2014. július 15.   | 2014. október 3.    |
|      | 3    | 24       | 2012. június 5.  | 2013. március 19. | 2015. október 1.   | 2015. november 3.   |
|      | 4    | 24       | 2013. június 11. | 2014. március 18. | 2016. április 23.  | 2016. július 16.    |
|      | 5    | 25       | 2014. június 10. | 2015. március 24. | 2017. január 27.   | 2017. március 2.    |
|      | 6    | 20       | 2015. június 2.  | 2016. március 15. | 2017. március 3.   | 2017. március 30.   |
|      | 7    | 20       | 2016. június 21. | 2017. június 20.  | 2017. augusztus 8. | 2017. szeptember 4. |

## Epizódok

### 1. évad
| Sor. | Év. | Cím                                                                    | Rendező             | Író                                  | Premier                              |
| --- | --- | ---------------------------------------------------------------------- | ------------------- | ------------------------------------ | ------------------------------------ |
| 1. | 1.  | Hazatérés (Pilot)                                                      | Lesli Linka Glatter | I. Marlene King                      | 2010. június 8. 2014. május 15.      |
| A pennsylvaniai kisvárosban, Rosewoodban öt gimnazista lány kötött elválaszthatatlan barátságot: a sportos Emily, a kicsit dundi Hanna, az okos Spencer, a művészi hajlamú Aria és a bombázó Alison. Egy nyáron Alison eltűnik, és sehol nem bukkannak a nyomára. Aria és családja egy évvel ezután Izlandról visszatér a városba, és a lányt sok meglepő élmény várja. |     |                                                                        |                     |                                      |                                      |
| 2. | 2.  | Zűrös ügyek (The Jenna Thing)                                          | Liz Friedlander     | I. Marlene King                      | 2010. június 15. 2014. május 22.     |
| A Montgomery család lassan kezd visszazökkenni a régi kerékvágásba, bár Aria gyanakodva figyeli apját, akiről tudja, hogy elutazásuk előtt egy fiatal nővel találkozgatott. Az új szomszéd, Maya egyre közelebb kerül Emilyhez. Hanna próbálja elcsábítani barátját, Seant, de a fiú még várni akar. Spencer és nővére vőlegénye, Wren között elcsattan egy csók. Wilden nyomozó kihallgatja a lányokat Alison eltűnéséről, azonban a barátnők attól félnek, hogy kiderül, hogy Jenna Marshall balesetében bűnösök voltak. |     |                                                                        |                     |                                      |                                      |
| 3. | 3.  | Tiltott csók (To Kill a Mocking Girl)                                  | Elodie Keene        | I. Marlene King                      | 2010. június 22. 2014. május 29.     |
| Hannát egyre jobban idegesíti, hogy anyjának viszonya van Wilden nyomozóval, aki külön kihallgatja őt az iskolában. Aria megdöbben, amikor apja volt szeretője, Meredith felkeresi előbb apját, majd anyját is a galériában. Miután Spencer és Wren csókja kiderült, Melissa szakított a fiúval és a hangulat meglehetősen fagyos a Hastings házban. Amikor Emily megpróbálja lerázni az erőszakoskodó Bent, nagy meglepetésére Toby Cavanaugh siet a segítségére. |     |                                                                        |                     |                                      |                                      |
| 4. | 4.  | Kapcsolatok (Can You Hear Me Now?)                                     | Norman Buckley      | Joseph Dougherty                     | 2010. június 29. 2014. június 5.     |
| Hanna apja, aki jó ideje elhagyta a családját, megjelenik a városban és vacsorázni viszi a lányát. Emily-t kínosan érinti az eltűnt képek ügye és megpróbálja Mayával tisztázni a kapcsolatukat. Spencer attól fél, hogy kiderül, hogy a dolgozatát egy az egyben nővérétől, Melissától lopta. Aria és Ezra tanár-diák kapcsolata egyre feszültebb és ez már az osztálynak is feltűnik. |     |                                                                        |                     |                                      |                                      |
| 5. | 5.  | Nyakamon az élet (Reality Bites Me)                                    | Wendey Stanzler     | Bryan M. Holdman                     | 2010. július 6. 2014. június 12.     |
| Aria megdöbbenve értesül róla, hogy A. levelet írt az anyjának, amelyben feltárja Byron viszonyát a kolléganőjével, és azt is, hogy Aria falazott az apjának. Spencer részt vesz egy teniszmeccsen apjával, ahol annak kérése szerint kénytelen veszíteni. |     |                                                                        |                     |                                      |                                      |
| 6. | 6.  | Mindenütt jó, de legjobb a bálon (There's No Place Like Homecoming)    | Norman Buckley      | Maya Goldsmith                       | 2010. július 13. 2014. június 19.    |
| Mindenki izgatottan készülődik az Öregdiák bálra. Spencer nagyon boldog, hogy Alex-szel a bálon lesz az első, hivatalos randijuk. Úgy tűnik, Hanna és Sean kapcsolata rendeződött, Hanna nagyon reménykedik abban, hogy ő nyeri el a bálkirálynői címet. Emily, annak ellenére, hogy összetalálkozik Mayával, elfogadja Toby meghívását a bálba. Ariát nagyon bántja, hogy Ezra azt hiszi, elárulta a kapcsolatukat, ezért mindent megtesz, hogy amennyire lehet, megmagyarázza a férfinak a történteket. |     |                                                                        |                     |                                      |                                      |
| 7. | 7.  | Másnaposok (The Homecoming Hangover)                                   | Chris Grismer       | Tamar Laddy                          | 2010. július 20. 2014. június 23.    |
| A katasztrofálisra sikerült öregdiák bál után mindenki próbálja menteni, amit még lehet. Toby elviszi Emilyt a kórházba, majd ott hagyja a sérült lányt és eltűnik. Spencer igyekszik kimagyarázni Melissa viselkedését Alex előtt és békülős randevút kér a fiútól. Aria felkeresi Ezrát, de a férfi elutazott a városból, az iskolában is más helyettesíti. Hanna szeretné kibékíteni Seant, de egyre közelebb kerül a valaha stréber Lucashoz, akit nagyon megkedvel. Jenna és Toby eltűnt aktája nagy kavarodást okoz az egész városban és komolyan feladja a leckét a lányoknak.                                                                       |     |                                                                        |                     |                                      |                                      |
| 8. | 8.  | Beszélni jó (Please, Do Talk About Me When I'm Gone)                   | Arlene Sanford      | Joseph Dougherty                     | 2010. július 27. 2014. június 24.    |
| Aria és Mike anyja, Ella elköltözött otthonról, így Byron egyedül neveli a gyerekeket, ami nem könnyű. Hanna édesanyja, Ashley anyagi gondokkal küzd, mértékletességre inti lányát a költekezés terén. A városba érkezik Jason DiLaurentis, Alison bátyja, aki átveszi az avatóünnepség előkészületeinek irányítását. Wilden nyomozó továbbra is kutat az eltűnt Toby után. A lányok megrémülnek, amikor kiderül, hogy az ünnepségen Jenna is beszédet akar mondani - attól félnek, hogy a vak lány leleplezi őket. |     |                                                                        |                     |                                      |                                      |
| 9. | 9.  | Viharzóna (The Perfect Storm)                                          | Jamie Babbit        | Oliver Goldstick                     | 2010. augusztus 3. 2014. június 25.  |
| A négy barátnő készül a kötelező SAT-tesztre, bár mindenkinek megvan a maga problémája, ráadásul komoly vihar közeledik Rosewood felé. Spencer megpróbálja megtudni, miért viselkedik olyan feszülten egymással az anyja és Alex. Emily egy régi levele nyomába ered, amely kínos helyzetbe hozhatja őt Alisonnal való kapcsolata miatt. Aria eleinte elhárítja Noel Kahn közeledését, majd végül úgy dönt, mégis randevúzik a fiúval. Hanna igyekszik újabb internetes licitálással több pénzhez jutni, hogy titkon kisegítse az anyját. Mindenkit megdöbbent a hír, hogy valaki összetörte Alison emlékhelyét.                                            |     |                                                                        |                     |                                      |                                      |
| 10. | 10. | Tartsd szemmel a barátaidat! (Keep Your Friends Close)                 | Ron Lagomarsino     | I. Marlene King                      | 2010. augusztus 10. 2014. június 26. |
| A lányok elmennek Mona szülinapi bulijára, miután 'A' fenyegetőzései egyre fokozódnak és az FBI is megérkezik Rosewoodba. De még egy manikűr/pedikűr sem képes arra, hogy feloldja a lányok aggodalmát. Később pedig az este veszélyes fordulatot vesz. |     |                                                                        |                     |                                      |                                      |
| 11. | 11. | Az üzenet (Moments Later)                                              | Norman Buckley      | Joseph Dougherty                     | 2011. január 3. 2014. június 27.     |
| Mindenkit letaglóz, hogy Hannát elütötték. Szerencsére nem túlságosan súlyosak a sérülései és Hanna végre elmondhatja a barátainak, hogy ki is A. Azt a fát, amire Alison és Ian nevét rávésték, valaki kivágta, így Spencer és Aria elesik egy komoly bizonyítéktól. Emily kapcsolata egyre feszültebb a szüleivel, végül nem bírja tovább és elárulja nekik, hogy nem az, akinek hiszik. |     |                                                                        |                     |                                      |                                      |
| 12. | 12. | Friss seb (Salt Meets Wound)                                           | Norman Buckley      | Oliver Goldstick                     | 2011. január 10. 2014. június 30.    |
| Hannát hazaengedik a kórházból, és véletlenül felfedezi a nagy halom pénzt. Emily szülei, bár nem helyeslik kapcsolatát Mayával, meghívják a kaliforniai lányt vacsorára. Aria megpróbálja elérni, hogy Noel Kahn felejtse el, amit Ezra kocsijában látott, de a fiú megzsarolja a tanárt. |     |                                                                        |                     |                                      |                                      |
| 13. | 13. | Barát vagy ellenség? (Know Your Frenemies)                             | Ron Lagomarsino     | I. Marlene King                      | 2011. január 17. 2014. július 1.     |
| Ian megkéri Spencert, hogy mivel már egy család tagjai, hagyják maguk mögött a múltat, a lány azonban biztos benne, hogy Ian és Alison együtt töltötték az Alison eltűnése előtti hétvégét. Maya és Emily kapcsolata - Emily anyja, Pam helytelenítése ellenére - virágzik. Noel Kahn megzsarolja Ezrát jobb érdemjegyért cserébe, de hála A.-nak, ő maga kerül bajba. Hanna elmeséli Ariának, hogy A. tud egy titkot az anyjáról, és ezért zsarolja őt. |     |                                                                        |                     |                                      |                                      |
| 14. | 14. | Ügyelj arra, mit kívánsz (Careful What U Wish 4)                       | Norman Buckley      | Tamar Laddy                          | 2011. január 24. 2014. július 2.     |
| A lányokat megdöbbenti az A. által küldött videó eddig ismeretlen részlete, miszerint Ian találkozott Alisonnal a halála éjjelén. Aria nagyon megörül, amikor egykori bébiszittere, Simone meglátogatja, azonban lelkesedése hamar elszáll, amikor meghallja, hogy a lány Ezrával kávézik. Miután Spencer laptopja a rajta levő videóval eltűnik, a lányok egyre rémültebbek. Hanna megpróbál állást szerezni, hogy anyjának segítsen. Bár nem jár sikerrel, a táncmaraton estéjén A-tól kap egy busásan fizető melót - de a munkának vannak hátulütői. |     |                                                                        |                     |                                      |                                      |
| 15. | 15. | Vigyázz, kész, hazudj! (If At First You Don't Succeed, Lie, Lie Again) | Ron Lagomarsino     | Maya Goldsmith                       | 2011. január 31. 2014. július 3.     |
| Miután egész éjszaka az Alisonról küldött fotót elemzi, Aria rájön, hogy a lányról az eltűnése éjjelén készített képet egyetlen helyről fotózhatták, Alison szobájából. Emily kellemetlen versenytársra akad az úszócsapatban. Ashley, Hanna anyja megijed, amikor Mrs. Potter, akitől a nagyobb összeget kölcsönvette, találkozót kér tőle. Aria Philadelphiába készül titkos randevúra Ezrával, mert azt reméli, hogy ott zavartalanul együtt lehetnek, azonban nem sejti, hogy A. megzsarolja Hannát. |     |                                                                        |                     |                                      |                                      |
| 16. | 16. | Tanulótárs kerestetik (Je Suis une Amie)                               | Chris Grismer       | Bryan M. Holdman                     | 2011. február 7. 2014. július 4.     |
| Aria roppant gyanúsnak találja, hogy apja valakivel telefonon leegyeztet egy vacsorát, de neki más programot mond. Spencer önként jelentkezik, hogy francia nyelvórákat adjon a házi őrizetben levő Tobynak. Az Emily és Paige között kihirdetett úszóversenyt Paige balesete miatt végül nem tartják meg és Emily kerül be a legjobb négybe. Miután megtalálja anyja jegyét Byron zakójában, Aria az egyre rémültebb Hannával a nyomában eldönti, hogy kideríti, hányadán állnak egymással a szülei. |     |                                                                        |                     |                                      |                                      |
| 17. | 17. | Régi és új (The New Normal)                                            | Michael Grossman    | Joseph Dougherty                     | 2011. február 14. 2014. július 7.    |
| Miután Hanna elmondta Ariának, hogy A. megzsarolta őt és emiatt kénytelen volt elárulni Ellának, hogy Aria a múzeumban volt, a két lány között fagyos a hangulat. A Jenna szobájában talált Braille-írás megfejtése nem kevés fejtörést okoz a lányoknak. Emily óva inti Hannát Calebtől, de Hanna azzal vág vissza, hogy Emily korábban Toby-ról is ugyanezzel a véleménnyel volt. Paige apja bemegy az iskolába és azzal vádolja Fulton edzőt, hogy azért kivételezik Emily-vel, mert meleg. A történtek után Emily és anyja végre kibékül. |     |                                                                        |                     |                                      |                                      |
| 18. | 18. | Az elátkozott gyermek (The Badass Seed)                                | Paul Lazarus        | Oliver Goldstick & Francesca Rollins | 2011. február 21. 2014. július 8.    |
| Az iskolában lázasan folynak az őszi színdarab próbái Ezra irányításával. Aria bekönyörgi magát a produkcióba, mint asszisztens, Emily kellékesként segít, Spencer és Hanna pedig szerepelnek benne. Hanna még mindig titkolja Ashley előtt, miféle vendégük van az alagsorban, de a helyzet egyre tarthatatlanabb. Spencer és Emily megdöbben, amikor megpillantják, hogy Ian egy táskát ad át Jennának. Spencer kérésére Toby ellopja Jenna mobilját, de Calebnek nem sikerül feltörni. Miután találnak a kellékek között egy Ian nevére szóló, vérfoltos díjat, a lányok beviszik a bűnjelet a rendőrségre.                                              |     |                                                                        |                     |                                      |                                      |
| 19. | 19. | A célszemély (A Person of Interest)                                    | Ron Lagomarsino     | I. Marlene King & Jonell Lennon      | 2011. február 28. 2014. július 9.    |
| A lányokat kihallgatják az Ian nevére szóló, a kellékek között talált serleg miatt, amiről kiderül, hogy hamis és nem emberi vér van rajta. Paige megkéri Emilyt, hogy tekintse a köztük történteket semmisnek. Spencer és Toby egy közeli motel 214-es szobájában újabb üzenetre bukkan A-tól. Ariát kellemetlenül érinti, hogy Ezra rajongva beszél Jenna novellájáról és egyre több kérdést tesz fel neki a lányról. Ashley rájön, hogy Caleb egy ideje az alagsorban lakik és kiutasítja a fiút, így Hanna és Caleb együtt töltik az éjszakát egy sátorban a szabadban.                                                                                 |     |                                                                        |                     |                                      |                                      |
| 20. | 20. | Valaki vigyáz ránk (Someone to Watch Over Me)                          | Arlene Sanford      | Joseph Dougherty                     | 2011. március 7. 2014. július 10.    |
| Miután kiderült, hogy Spencernek kapcsolata volt Iannel, a rendőrség házkutatást rendel el nála, ami nagyon felzaklatja a lányt. Toby megígéri neki, hogy segít kideríteni, ki akarja ártatlanul megvádolni. Aria egy Ezrának szóló üzenetet véletlenül az anyjának küld el, aminek következményei Ella és Byron újrainduló kapcsolatára is hatással vannak. Hanna boldogságát darabokra töri az, amit Aria és Emily Calebről mesél neki és emiatt felpofozza Jennát. Spencer megtudja, hogy bár a házkutatás eredményét talán semmisnek tekintik, a karkötőjébe akadva megtaláltak egy szálat abból a pulóverből, amit Alison a gyilkosság éjjelén viselt. |     |                                                                        |                     |                                      |                                      |
| 21. | 21. | A gyűrű (Monsters in the End)                                          | Chris Grismer       | Oliver Goldstick                     | 2011. március 14. 2014. július 11.   |
| A lányok egyre biztosabbak abban, hogy Ian volt Ali gyilkosa. Veronica figyelmezteti Spencert, hogy nem jó, ha az emberek Toby társaságában látják. Hanna nagyon nehezen viseli Caleb árulását - nem sejti, hogy Mona titokban összetépte Caleb neki írt levelét. Emily megpróbálja Paige-t összehozni egy Meleg Büszkeség-képviselővel, de Paige mindkettejüket cserbenhagyva nem megy el a találkozóra. Aria véletlenül meglát egy közös fotót Ezráról és egy fiatal nőről, akin gyűrű van. Caleb elmondja Hannának, hogy Jenna azért fizette le, hogy megtaláljon nála egy kulcsot.                                                                      |     |                                                                        |                     |                                      |                                      |
| 22. | 22. | Akiért a harang szól (For Whom the Bell Tolls)                         | Lesli Linka Glatter | I. Marlene King                      | 2011. március 21. 2014. július 14.   |
| Miután a lányok megnézik az Alison által elrejtett videókat, rádöbbennek, hogy valaki évek óta figyeli őket, és az is világossá válik számukra, hogy mindenkinek, még Jennának is vannak titkai. Spencer egyre gyanúsabb a rendőrség számára, Garrett folyamatosan követi. Ashley megpróbálja kirángatni Hannát a Caleb miatti depressziójából. Emily nagyon megdöbben, amikor anyja közli vele, hogy Texasba költöznek. Ezra közli Ariával, hogy a Hollison állást ajánlottak neki, így már nem lesz a tanára. A lányok csapdába csalják Iant. |     |                                                                        |                     |                                      |                                      |

### 2. évad
| Sor. | Év. | Cím                                                        | Rendező             | Író                                  | Premier                                |
| --- | --- | ---------------------------------------------------------- | ------------------- | ------------------------------------ | -------------------------------------- |
| 23. | 1.  | Túlélő (It's Alive)                                        | Ron Lagomarsino     | I. Marlene King                      | 2011. június 14. 2014. július 15.      |
| Miután Ian holtteste nem kerül elő, Garrett biztosítja a lányokat arról, hogy ragaszkodniuk kell a közös sztorihoz. A szülők egyöntetűen úgy döntenek, hogy amíg a nyomozás be nem fejeződik, a lányoknak terapeutához kell járniuk. Emily torkig van azzal, hogy várhatóan Texasba kell költöznie. Hanna összezavarodik, amikor Lucas segítségével Caleb visszatér a városba és bocsánatot kér tőle. Aria és Ezra viszonya kimondottan hűvös - a lány nem tud túllépni azon, hogy Ezra eltitkolta előle Jackie-t. Spencer és Toby kapcsolatában több buktató is felmerül.                                                                                 |     |                                                            |                     |                                      |                                        |
| 24. | 2.  | Meglepetés (The Goodbye Look)                              | Norman Buckley      | Joseph Dougherty                     | 2011. június 21. 2014. július 16.      |
| A szülők úgy gondolják, jobb lenne, ha lányok mostantól több időt töltenének külön. Eközben Ezra arra kéri Ariat, hogy találkozzanak, hogy megbeszéljék a dolgokat. |     |                                                            |                     |                                      |                                        |
| 25. | 3.  | Bajkeverők (My Name Is Trouble)                            | Elodie Keene        | Oliver Goldstick                     | 2011. június 28. 2014. július 17.      |
| Aria jelentkezik a Hollis-on egy nyílt kurzusra, nem sejtve, hogy egy csoportba kerül Jennával. A lányok arra gyanakodnak, hogy Jason azért költözött vissza, hogy egykori barátjának, a bujkáló Iannek menedéket nyújtson. Spencer megpróbálja lebeszélni Toby-t, hogy Jasonnek dolgozzon, de hiába: a fiúnak kell a pénz, ezért Spencer zálogba teszi Melissa eltűnt jegygyűrűjét. Emily hamisít egy levelet a Danby Egyetemről, hogy a városban maradhasson - a levelet végül nem adja oda anyjának, azonban Pam mégis kézhez kapja. |     |                                                            |                     |                                      |                                        |
| 26. | 4.  | Vakrandi (Blind Dates)                                     | Dean White          | Charlie Craig                        | 2011. július 5. 2014. július 18.       |
| Amikor Spencer a zálogházban nem kapja vissza Melissa gyűrűjét, a lányok keserűen veszik tudomásul, hogy A. megint egy lépéssel előttük jár. Hanna csak Lucas és Danielle miatt egyezik bele egy dupla randiba Calebbel, aminek azonban pozitív hatása lesz a terapeutájához fűződő kapcsolatára. Aria nagyon boldog, hogy Ella hazaköltözött és láthatóan minden a régi, viszont megijeszti Mike különös viselkedése. |     |                                                            |                     |                                      |                                        |
| 27. | 5.  | Ismeretlen ismerős (The Devil You Know)                    | Michael Grossman    | Maya Goldsmith                       | 2011. július 12. 2014. július 21.      |
| Miután megtalálják Ian holttestét, "A" tippet ad Emily-nek, a lány alaposan átvizsgálja a búcsúlevelet és döbbenetes felfedezésre jut. Annak ellenére, hogy Spencer boldog, hogy szüleivel rendeződött a kapcsolata, Melissával a hangulat meglehetősen fagyos kettejük között. Jason elkapja Mike-ot, aki be akar törni hozzájuk, és felhívja Ariát, aki megköszöni neki, hogy nem hívta ki a rendőrséget. Hanna erélyesen lép fel Caleb nevelőanyjával szemben és végre kibékül a fiúval. |     |                                                            |                     |                                      |                                        |
| 28. | 6.  | Kínos kérdések (Never Letting Go)                          | J. Miller Tobin     | Bryan M. Holdman                     | 2011. július 19. 2014. július 22.      |
| A lányokat megdöbbenti az "A" által mutatott video eddig ismeretlen részlete. Mivel mind a négyen szerepelnek a gimnázium jótékonysági divatbemutatóján, Alison anyja, Jessica megkéri őket, hogy mutassák be azokat a ruhákat is, amiket még Ali válogatott ki nekik. Hannát nagyon bosszantja, hogy apja nem hajlandó beismerni, hogy még mindig Ashley-t szereti. Újrainduló baráti kapcsolatuk ellenére Aria kínos helyzetbe hozza Jason-t a kérdezősködésével. Emily nagyon örül, hogy anyja megengedi, hogy mégis Rosewood-ban maradjon. Spencer nem tudja hova tenni apja, Peter ellenséges viselkedését Jessica és Jason DiLaurentis-szel szemben. |     |                                                            |                     |                                      |                                        |
| 29. | 7.  | A vendégek (Surface Tension)                               | Norman Buckley      | Joseph Dougherty                     | 2011. július 26. 2014. július 23.      |
| Emily átköltözött Hannáékhoz, azonban a két lány eltérő stílusa és életritmusa időnként összeütközésbe kerül. Ella és Byron az első vendéglátásra készülnek, mióta Ella hazaköltözött, és Aria számára két különös vendég is meghívást kap: Ezra és Jason. Spencer apja felveszi Toby-t, hogy tisztogassa meg a telkük egy részét, azonban a fiú megtalál egy elásott és szétvert végű "Hastings" feliratú hokiütőt. A kellemesen zajló vendégséget váratlan esemény, Maple rendőr érkezése zavarja meg, aki közli, hogy Mike-ot letartóztatták betörésért.                                                                                                |     |                                                            |                     |                                      |                                        |
| 30. | 8.  | Giling-galang, szól a harang (Save the Date)               | Chris Grismer       | Matt Witten                          | 2011. augusztus 2. 2014. július 24.    |
| Mind a négy lány megdöbben, amikor világossá válik számukra, milyen kapcsolat van Jenna és Garrett Reynolds között. Emily „A” mesterkedése folytán kórházba kerül, ahol kimutatják, hogy növekedési hormon van a szervezetében – ez viszont tönkreteheti a sportkarrierjét és a jövőjét. Mivel Tom Ashleynál tölti az éjszakát, Hanna nagyon boldog, mert azt hiszi, a szülei együtt maradnak, de Ashley döntése miatt csalódik. Aria egyre jobban eltávolodik Ezrától, sőt hazudik is neki. Spencer ellopja a hullaházból Alison boncolási jegyzőkönyvét, amelynek azonban az egyik lapja hiányzik.                                                       |     |                                                            |                     |                                      |                                        |
| 31. | 9.  | Elveszett jelentés (Picture This)                          | Patrick Norris      | Jonell Lennon                        | 2011. augusztus 9. 2014. július 25.    |
| A lányokat megrémíti a gondolat, hogy nem találják az Aliról szóló halottkémi jelentés egyik oldalát. Aria egyre nagyobb zavarban van Jasonnel szemben, mert erotikus álmai vannak a fiúról. Emily kétségbeesik, amikor „A” azt kéri tőle, hogy kérje el Samara egyik barátnője telefonszámát. Hanna megdöbben, mikor Caleb közli vele, hogy az édesanyja megkerestette őt egy magánnyomozóval. Aria és családja egyre tanácstalanabb Mike viselkedése láttán. Spencer még mindig nem érti, hogy apja miért égette el a hokiütőt, amit Toby megtalált. |     |                                                            |                     |                                      |                                        |
| 32. | 10. | Angyali érintés (Touched by an 'A'-ngel)                   | Chad Lowe           | Maya Goldsmith & Charlie Craig       | 2011. augusztus 16. 2014. július 28.   |
| Amikor Aria kérdőre vonja Jasont a karámban talált fotók miatt, a fiú meglepő magyarázattal áll elő, ami a lányokat is zavarba ejti. Emily kap ajándékba egy masszázs-utalványt Ashley-től, de a masszázs után dermesztő meglepetés éri. Hanna a koszorúslány-ruhapróbán összefut leendő mostohatestvérével, Kate-tel, aki elviszi a vonakodó Hannát és Monát lovagolni. Spencer és Toby felfedez Ian régi évkönyvében egy különleges klubot, amiről senki más nem hallott. |     |                                                            |                     |                                      |                                        |
| 33. | 11. | Gyónás (I Must Confess)                                    | Norman Buckley      | Oliver Goldstick                     | 2011. augusztus 23. 2014. július 29.   |
| A zaklatott Emily – korábbi döntése ellenére – dr. Sullivantől kér segítséget, de meglepődik, mikor aggódó barátnőit is a doktornő irodájában találja. A kellemetlen lovas eset után Hanna abban reménykedik az esküvői próba-vacsorán kibékítheti Kate-et. Mike dührohamában durván megüti anyját, aki arra kéri Ariát, hogy ne szóljon a történtekről Byron-nak. Spence megdöbben, amikor apját Jason házából látja kijönni, de Peter magyarázata még inkább felzaklató tényekkel szolgál számára. |     |                                                            |                     |                                      |                                        |
| 34. | 12. | Csak a holttestemen keresztül (Over My Dead Body)          | Ron Lagomarsino     | I. Marlene King                      | 2011. augusztus 30. 2014. július 30.   |
| Miután dr. Sullivan eltűnt, a lányok egy-egy babát kapnak „A”-tól, amely utasítást ad arra, mit kell véghez vinniük, hogy a doktornő életben maradjon. Hanna azt kapja feladatául, hogy akadályozza meg apja esküvőjét Isabellel. Ariának el kell űznie Jackie-t az egyetemről, azonban a módszer nem igazán van ínyére. Spencernek vigyáznia kell Tobyra, ami azt jelenti számára, hogy el kell távolítania maga mellől. Emilyt elcsalják az erdőbe, ahol különös, halál-közeli élményben lesz része. Azonban az este még tartogat meglepetéseket… |     |                                                            |                     |                                      |                                        |
| 35. | 13. | Az első titok (The First Secret)                           | Dana Gonzales       | I. Marlene King                      | 2011. október 19. 2014. szeptember 17. |
| Az Alison eltűnése előtti Halloween mindenkinek meglepetéseket hozott: a lányokat a népszerű Noel Kahn hívja meg a bulijára. Alison megismerkedik a városba frissen érkezett Jennával és rájön: komoly riválisa akadt. Spencer szinte bármit megadna, hogy ő lehessen az osztályelnök és ezt Alison kihasználja, mint ahogy azt is, hogy rájön, hogy Emily a lányokhoz vonzódik. Aria nehezen viseli, hogy apja arra kéri, titkolja el anyja előtt, hogy viszonyt folytat egy diákjával, Hanna pedig anyja lelkét gyógyítgatja a válás után. |     |                                                            |                     |                                      |                                        |
| 36. | 14. | Sárkányok között (Through Many Dangers, Toils, and Snares) | Norman Buckley      | Joseph Dougherty                     | 2012. január 2. 2014. szeptember 18.   |
| Egy hónap telt el dr. Sullivan elrablása óta és a lányok jó barátnőkből egymásra fröcsögő sárkányok lettek: Spencer és Emily még össze is verekszik. A kötelező, közös közmunka mindenkiből a legrosszabbat hozza ki. Emily kétségbeesik, amikor kiváló orvosi leletei ellenére sem kerül vissza automatikusan az úszócsapatba. Toby továbbra sem elégedett Spencer válaszaival, így mikor komolyabban kérdőre vonja a lányt, Spencer csúnyán megsérti. Ezra meglepő döntésre jut, miután belegyalogol Aria és Jackie vitájába. Hanna nagyon boldog, mert Caleb hazajött Kaliforniából.                                                                    |     |                                                            |                     |                                      |                                        |
| 37. | 15. | Forró nyomon (A Hot Piece of A)                            | Michael Grossman    | Oliver Goldstick                     | 2012. január 9. 2014. szeptember 19.   |
| A lányok rájönnek, hogy 'A' nem egyedül van, és a segítője talán közelebb van, mint gondolnák, ezért megkérik Calebet, hogy segítsen nekik a hacker tudásával. |     |                                                            |                     |                                      |                                        |
| 38. | 16. | Víz, víz, tiszta víz (Let the Water Hold Me Down)          | Chris Grismer       | Bryan M. Holdman                     | 2012. január 16. 2014. szeptember 22.  |
| Lucas-t eltűnése után mindenki lázasan keresi, de Hanna makacsul állítja: érzi, hogy a fiú él és jól van. Aria úgy dönt, kihasználja Holden Strauss érdeklődését és elmegy vele arra az előadásra, amire Ezra még mindkettejüknek jegyet vett. Spencer Philadelphiában egy vakoknak épült rehabilitációs központban érdekes dolgokat tud meg Jennáról. Emily és Maya kapcsolata újra virul, bár Emily azt gyanítja, hogy barátnője titkolózik előtte - attól fél, hogy 'A' kipécézte magának a lányt. |     |                                                            |                     |                                      |                                        |
| 39. | 17. | Szőke vezet világtalant (The Blond Leading the Blind)      | Arlene Sanford      | Charlie Craig                        | 2012. január 23. 2014. szeptember 23.  |
| Miután Caleb-et is részben beavatták a talált telefon történetébe, a lányok döbbenten nézik végig a mobilon levő videót az NAT klub tagjairól. Aria és Holden kapcsolata egyre több kérdést vet fel és nem csak a lányok között. Hanna nagyon aggódik Caleb biztonsága miatt, azonban Toby az, akit váratlan baleset ér. Aria ultimátumot ad Ezrának, de nem biztos benne, hogy eléri-e vele a célját. Spencer segítséget kér Emily-től, majd közvetve Wren-t használja fel arra, hogy szándékosan eltaszítsa magától Toby-t. |     |                                                            |                     |                                      |                                        |
| 40. | 18. | Csókok és hazugságok (A Kiss Before Lying)                 | Wendey Stanzler     | Maya Goldsmith                       | 2012. január 30. 2014. szeptember 24.  |
| A lányok nagyon kellemetlenül érzik magukat azért, mert hazudniuk kell Hannának, de a Caleb által leszedett videón érdekes nyomra bukkannak Alison-nal kapcsolatban. Emily nagyon várja édesanyja látogatását, de az első közös vacsora Mayával nem úgy alakul, ahogy várta. Aria nehezen titkolja el barátnői előtt, hogy Ezrával mégis folytatják a kapcsolatukat. Hannának meg kell küzdenie Kate-tel, aki a Rosewood Gimi új diákja lett, Spencer azonban rájön, hogyan tud ebben segíteni neki. |     |                                                            |                     |                                      |                                        |
| 41. | 19. | Meztelen igazság (The Naked Truth)                         | Elodie Keene        | Oliver Goldstick & Francesca Rollins | 2012. február 6. 2014. szeptember 25.  |
| Hanna kétségbeesik, mert barátain kívül senki nem hiszi el, hogy nem ő készítette Kate-ről az inkrimináló képet és küldte szét a címtárában levőknek. Büntetésként mindannyiuknak részt kell venni az iskola által rendezett igazmondó napon. Aria úgy érzi, Holden titka túlságosan súlyos ahhoz, hogy tovább falazzon neki. Spencer rádöbben, hogy családjában évek óta súlyos titok lappang. A lányok elhozzák a zálogházból a kettős életet élő Alison kabátját és felhívják a zsebében talált |     |                                                            |                     |                                      |                                        |
| 42. | 20. | Az adathalász (CTRL: A)                                    | Ron Lagomarsino     | Joseph Dougherty & Lijah Barasz      | 2012. február 13. 2014. szeptember 26. |
| Hanna nagyon ideges lesz, amikor Garrett megjelenik az iskolában és bírósági végzéssel elkobozza Caleb laptopját. Spencer nemigen tud mit kezdeni a Jason-nel köztük kialakult helyzettel. Aria végre kiszedi Holden-ből, hogy a fiú hova is megy el olyankor, amikor otthon azt hazudja, vele találkozik. Emily a csapata buliján összeveszik Mayával egy füves cigi miatt és a két lány haraggal válik el. |     |                                                            |                     |                                      |                                        |
| 43. | 21. | Kódfeltörés (Breaking the Code)                            | Roger Kumble        | Jonell Lennon                        | 2012. február 20. 2014. szeptember 29. |
| Mona felfedi Hanna előtt, hogy "A" újra üzeneteket küldözget neki - Hanna nem tudja, mennyit is mondjon el barátnőjének. Ella megmutatja Ariának a levelet, amit Byron kapott és megnyugtatja: végére járnak, ki is ez az "A", így Aria elárulja a barátnőinek, hogy még mindig találkozgat Ezrával. Spencer felfedi Melissa előtt a titkot, amit Jason-től megtudott. Emily nem érti, miért nem reagál Maya a megkeresésére. A lányok Caleb jóvoltából újabb videót néznek meg "A" mobiljáról. |     |                                                            |                     |                                      |                                        |
| 44. | 22. | Apa mindent jobban tud (Father Knows Best)                 | Chad Lowe           | Bryan Holdman & Charlie Craig        | 2012. február 27. 2014. szeptember 30. |
| Wilden nyomozó megbízza Ashley-t, hogy szerezze meg neki Hanna telefonját. Miután a rendőrség is bekapcsolódott a nyomozásba, Emily egyre inkább aggódik az eltűnt Maya miatt - még az Apa-Lánya bál miatt a városba érkező édesapját is bevonja a keresésbe. Aria - Mona ötletére - különös vallomással áll elő Ashley-nek a váratlanul felbukkant feljelentési papírral kapcsolatban. Spencer kutat apja íróasztalában és úgy érzi, döntő bizonyítékot talált az Alison-féle pénz eredetét illetően. |     |                                                            |                     |                                      |                                        |
| 45. | 23. | A szem a lélek tükre (Eye of the Beholder)                 | Melanie Mayron      | Joseph Dougherty                     | 2012. március 5. 2014. október 1.      |
| Aria megpróbálja Duncan segítségével rekonstruálni, hogy Alison-Vivian mit kereshetett Brookhaven-ben és kideríti, hogy az eltűnése napján már órákkal korábban a városban lehetett. Jason egy táskányi holmit ad Spencer-nek, ami Alison-é volt - a lányok úgy érzik, hasztalan kutatnak benne bármilyen nyom után. Jason házában tűz üt ki és Jenna élete csupán Hanna lélekjelenlétén múlik. Ella komoly beszélgetést folytat Ezrával az Ariával való kapcsolatáról. Emily nagyon meglepődik, amikor hosszú hallgatás után hall Maya felől. |     |                                                            |                     |                                      |                                        |
| 46. | 24. | Ha a babák beszélni tudnának (If These Dolls Could Talk)   | Ron Lagomarsino     | Oliver Goldstick & Maya Goldsmith    | 2012. március 12. 2014. október 2.     |
| Mivel Hannának nincs telefonja, Mona kölcsönadja neki egy régebbi készülékét. Jenna szemműtétje nem sikerült és a lány bocsánatot kér a barátnőktől eddigi viselkedése miatt. Mikor Aria értesül szülei azon tervéről, miszerint bentlakásos lányintézetbe íratnák, megfenyegeti anyját: bármikor kitálalhat a dékánnak apja tavalyi viszonyáról Meredith-szel. A lányok ellátogatnak a brookhaveni babaklinikára, ahonnan Alison játékbabája származott. |     |                                                            |                     |                                      |                                        |
| 47. | 25. | Az álarc lehull (UnmAsked)                                 | Lesli Linka Glatter | I. Marlene King                      | 2012. március 19. 2014. október 3.     |
| Annak ellenére, hogy Garrett-et letartóztatták Alison megöléséért, a barátnők nem nyugszanak meg. Spencer képtelen megérteni, hogy ha Jenna meg tudott neki bocsátani, akkor Toby miért nem. A lányok elmennek egy motelbe, ahová Alison az eltűnése napja előtt bejelentkezett, hátha valami nyomra bukkannak vele kapcsolatban. Emily a maszkabálon tisztázza a korábban kialakult helyzetet Paige-dzsel. Aria úgy érzi, kapcsolata Ezrával véget ért, de a bálon nagy meglepetés éri. Spencer úgy érzi, forró nyomon van, ezért visszamegy a motelbe Monával.                                                                                           |     |                                                            |                     |                                      |                                        |

### 3. évad
| Sor. | Év. | Cím                                                             | Rendező          | Író                                   | Premier                               |
| --- | --- | --------------------------------------------------------------- | ---------------- | ------------------------------------- | ------------------------------------- |
| 48. | 1.  | Amikor lemegy a nap (It Happened 'That Night')                  | Ron Lagomarsino  | I. Marlene King                       | 2012. június 5. 2015. október 1.      |
| A lányok Emily hazatérését ünneplik, a görbe este azonban kísértetiesen emlékeztet Alison eltűnésének éjszakájára. A még mindig részeg Emilyt a temetőben találják meg, ahogy Alison kiásott sírja mellett támolyog. |     |                                                                 |                  |                                       |                                       |
| 49. | 2.  | Mikor a fekete vérvörösre vált (Blood Is The New Black)         | Norman Buckley   | Oliver Goldstick                      | 2012. június 12. 2015. október 2.     |
| Emily fogakból készült nyakláncot talál a táskájában, de Hanna hevessége miatt elveszítik azt. Aria egy fülbevalót kap "A"-tól, amit Alison koporsójából loptak el, és arra kényszeríti "A", hogy vallja be az apjának és Meredithnek, hogy ő dúlta fel az apja irodáját, így próbálva meg besározni Meredithet.                                       |     |                                                                 |                  |                                       |                                       |
| 50. | 3.  | A vak birodalma (Kingdom of the Blind)                          | Chad Lowe        | Joseph Dougherty                      | 2012. június 19. 2015. október 5.     |
| Az igazgatóhelyettes egy névtelen levél révén tudomást szerez róla, hogy Ella manipulálta egy diák dolgozatát, ezért behívja magához Ellát. A lányok elkapják Jennát, mikor autót vezet, s kérdőre vonják. Jenna azt állítja, hogy fél valakitől, ezért hazudott a műtétje eredményéről.                                                               |     |                                                                 |                  |                                       |                                       |
| 51. | 4.  | A tollhoz tartozó madár (Birds of a Feather)                    | Roger Kumble     | Michael J. Cinquemani & Jonell Lennon | 2012. június 26. 2015. október 6.     |
| Monának a kiborulása után megtiltják, hogy látogatókat fogadjon. Miután összevesznek, Hanna úgy dönt, elmond mindent Calebnek, de "A" mesterkedése és Caleb anyjának autóbalesete keresztül húzza a számítását, Caleb pedig szakít vele. A lányok megtalálják a fekete hattyú jelmezéből származó tollat Melissa lakásán.                              |     |                                                                 |                  |                                       |                                       |
| 52. | 5.  | Az a lány a méreg (That Girl is Poison)                         | Chad Lowe        | Bryan M. Holdman                      | 2012. július 10. 2015. október 7.     |
| Garrett anyja kórházba kerül, a lányok szerint ebben is "A" keze lehet. Jenna világgá kürtöli, hogy újra lát, és nagyszabású születésnapi bulit rendez a kávézóban, ahol Emily dolgozik. A lányokat is meghívja, de Aria kivételével nekik nincs kedvük részt venni ezen.                                                                              |     |                                                                 |                  |                                       |                                       |
| 53. | 6.  | A hagyaték (The Remains of the "A")                             | Norman Buckley   | Maya Goldsmith                        | 2012. július 17. 2015. október 8.     |
| Miután egy nagy nyomot kapnak Garrettől, Hanna és Spencer külön nyomozásba kezdenek, hogy kiderítsék, ki az új 'A'. |     |                                                                 |                  |                                       |                                       |
| 54. | 7.  | Az őrült (Crazy)                                                | Patrick Norris   | Andy Reaser                           | 2012. július 24. 2015. október 9.     |
| Új bizonyíték került elő Alison gyilkosságával kapcsolatban, ami kellemetlen helyzetbe hozza Hannát, ezért Aria Monához indul válaszokért. |     |                                                                 |                  |                                       |                                       |
| 55. | 8.  | Lopott csókok (Stolen Kisses)                                   | Zetna Fuentes    | Joseph Dougherty                      | 2012. július 31. 2015. október 12.    |
| Spencer a Monától kapott nyomot próbálja elemezni, Aria Ezra családjával ismerkedik, Hanna pedig beszédet mond Monáért. |     |                                                                 |                  |                                       |                                       |
| 56. | 9.  | Titkos játszma (The Kahn Game)                                  | Wendey Stanzler  | Lijah J. Barasz                       | 2012. augusztus 7. 2015. október 13.  |
| Aria és Spencer Noelék faházában szaglásznak, hátha kideríthetnek valamit 'arról az éjszakáról'. Hanna pedig ijesztő üzenetet kap 'A'-tól. |     |                                                                 |                  |                                       |                                       |
| 57. | 10. | Rejtett igazság (What Lies Beneath)                             | Patrick Norris   | Jonell Lennon                         | 2012. augusztus 14. 2015. október 14. |
| Emily és Hanna visszamennek a Kahn faházba, mert köze lehet Maya halálához. Spencer különös videót kap. |     |                                                                 |                  |                                       |                                       |
| 58. | 11. | Lányok pánikban (Single Fright Female)                          | Ron Lagomarsino  | Oliver Goldstick                      | 2012. augusztus 21. 2015. október 15. |
| Hanna és Spencer fontos felfedezést tesznek, ami talán ellenük fordíthatja Emilyt. |     |                                                                 |                  |                                       |                                       |
| 59. | 12. | Találka a temetőben (The Lady Killer)                           | Ron Lagomarsino  | I. Marlene King                       | 2012. augusztus 28. 2015. október 16. |
| Megkezdődik Garrett tárgyalása, ami elég rosszul érinti Emilyt. Emellett kiderül, hogy ki is az áruló a Hazugok között. |     |                                                                 |                  |                                       |                                       |
| 60. | 13. | Egy rémutazás (This Is A Dark Ride)                             | Tim Hunter       | Joseph Dougherty                      | 2012. október 23. 2015. október 19.   |
| A lányok a jól bevált halloweeni szórakozást keresik, hogy maguk mögött hagyhassák a Nate-tel történteket. De a szellemvonat korántsem biztos, hogy befut a végállomásra. |     |                                                                 |                  |                                       |                                       |
| 61. | 14. | Ellenséges fogadtatás (She's Better Now)                        | Wendey Stanzler  | Oliver Goldstick                      | 2013. január 8. 2015. október 20.     |
| A Radley Szanatórium egészségesnek ítéli Monát, aki visszatér a suliba, és felforgatja a Hazugok életét. |     |                                                                 |                  |                                       |                                       |
| 62. | 15. | Mona-őrület (Mona-Mania)                                        | Norman Buckley   | Bryan M. Holdman                      | 2013. január 15. 2015. október 21.    |
| Aria, Spencer, Hanna és Emily biztosak benne, hogy Mona készül valamire, de tudják ezt bizonyítani is? Aria egyre jobban fél az apjától. |     |                                                                 |                  |                                       |                                       |
| 63. | 16. | Jobb együtt szenvedni (Misery Loves Company)                    | Marlene King     | Marlene King & Jonell Lennon          | 2013. január 22. 2015. október 22.    |
| Meredith vajon tényleg segít Arián vagy vannak hátsó szándékai is? Spencer meglepi Tobyt az évfordulójukon. |     |                                                                 |                  |                                       |                                       |
| 64. | 17. | Serpenyőből a pokolba (Out of the Frying Pan, Into the Inferno) | Michael Grossman | Maya Goldsmith                        | 2013. január 29. 2015. október 23.    |
| Aria tudja, mesénie kéne Ezrának a fiáról. Hanna biztos benne, hogy Caleb titkol valamit. Spencer torkig van a titkokkal. Emily rájön Ali titkára. |     |                                                                 |                  |                                       |                                       |
| 65. | 18. | Számomra halott (Dead to Me)                                    | Arlene Sanford   | Joseph Dougherty & Lijah Barasz       | 2013. február 5. 2015. október 26.    |
| Most, hogy Ali maradványai újra a családjával vannak, DiLaurentisék új megemlékezést szerveznek. De a lányok készek a végső búcsúra? |     |                                                                 |                  |                                       |                                       |
| 66. | 19. | Mivé lesz a megtört leány? (What Becomes of the Broken-Hearted) | Ron Lagomarsino  | Oliver Goldstick & Francesca Rollins  | 2013. február 12. 2015. október 27.   |
| Még mindig összetörve a szakítás miatt, Spencer folytatja a lefelé zuhanást. Emily közben Jasonnel próbálja összerakni Ali útjának darabkáit. |     |                                                                 |                  |                                       |                                       |
| 67. | 20. | Forró víz (Hot Water)                                           | Chad Lowe        | Andy Reaser                           | 2013. február 19. 2015. október 28.   |
| Megrázva a közelmúlt eseményeitől, és kezükben az igazsággal Wilden nyomozóról, a lányok most válaszvadászaton vannak. Spencer talál valakit, akire támaszkodhat. |     |                                                                 |                  |                                       |                                       |
| 68. | 21. | Amit nem látsz, az nem fáj (Out of Sight, Out of Mind)          | Melanie Mayron   | Jonell Lennon                         | 2013. február 26. 2015. október 29.   |
| Spencer végre készen áll, hogy beszéljen, de Emily nem annyira kész elfogadni, amit mondania kell. Ariának el kell fogadnia Ezra új életét Malcolmmal. |     |                                                                 |                  |                                       |                                       |
| 69. | 22. | A kör bezárul (Will The Circle Be Unbroken ?)                   | Ron Lagomarsino  | Joseph Dougherty                      | 2013. március 5. 2015. október 30.    |
| Spencer nem volt önmaga mostanában, de ez elég ahhoz, hogy csak úgy eltűnjön? "A" tehetett ellene valamit? Eközben Emily élete legnagyobb meglepetésében részesül, amikor találkozik az aranyérmes Missy Franklinnel. |     |                                                                 |                  |                                       |                                       |
| 70. | 23. | Marionett (I'm Your Puppet)                                     | Oliver Goldstick | Oliver Goldstick & Maya Goldsmith     | 2013. március 12. 2015. november 2.   |
| Emilyék elmennek a hullaházba, hogy fényképet készítsenek a holttestről, és végre elhitessék Spencerrel, hogy nem Toby az. Ezra megkéri Ariát, hogy menjen el Malcolmért, de "A" előbb odaér, és magával viszi a gyereket. A templomba nem az eredeti harang kerül vissza, hanem egy jóval csekélyebb értékű, s így csalás gyanúja vetül Caleb apjára. |     |                                                                 |                  |                                       |                                       |
| 71. | 24. | Veszélyes játszma (A DAngerous GAme)                            | Patrick Norris   | I. Marlene King                       | 2013. március 19. 2015. november 3.   |
| Ezrát visszaveszik a gimibe, Aria pedig végső elhatározásra jut a kapcsolatukat illetően. Hanna jelentkezik Ezránál Malcolm felügyeletére, valójában azonban meg akarja kérdezni a kisfiútól, hogy nézett ki az a személy, aki a karneválra vitte. A lányok felkészülnek a végső leszámolásra a titokzatos piros kabátossal.                           |     |                                                                 |                  |                                       |                                       |

### 4. évad
| Sor. | Év. | Cím                                                  | Rendező          | Író                                                  | Premier                             |
| --- | --- | ---------------------------------------------------- | ---------------- | ---------------------------------------------------- | ----------------------------------- |
| 72. | 1.  | A búcsú ('A' is for A-l-i-v-e)                       | I. Marlene King  | I. Marlene King                                      | 2013. június 11. 2016. április 30.  |
| Wildent az egész város gyászolja, kivéve a lányokat, akik ismerték valódi énjét, és inkább aggódnak. A titokzatos üzenetei szerint ugyanis elrejtett valamit a nyomozó nyitott koporsójában, ami nagy bajba sodorhatja őket. Mona megpróbál visszailleszkedni a társaságba, felemás sikerrel, míg Aria végleg búcsút int Ezrának. Wilden temetésén megjelenik egy kísérteties, idegen nő, és egy új nyomozó, aki a halála körülményeit vizsgálja.  |     |                                                      |                  |                                                      |                                     |
| 73. | 2.  | A beszélő papagáj (Turn of the Shoe)                 | Joanna Kerns     | Oliver Goldstick                                     | 2013. június 18. 2016. április 30.  |
| A lányok megszerzik a beszélő papagájt, amivel Ali sok időt töltött, remélve, hogy hasznos információt tudnak kihúzni belőle. Nem csalódnak. Közben Hanna rájön, hogy Ashley talán mégsem New Yorkban volt Wilden halálának éjszakáján. Aria új önvédelmi sportot választ, és vele a helyes mestert, Jaket. |     |                                                      |                  |                                                      |                                     |
| 74. | 3.  | Macskabölcső (Cat's Cradle)                          | Norman Buckley   | Joseph Dougherty                                     | 2013. június 25. 2016. május 7.     |
| A lányok egy Ali arcát mintázó maszkot találnak barátnőjük holmija közt. A művész stúdiójában azonban olyan nyomra bukkannak, ami visszavezeti őket az ügyben egy már jól ismert személyhez. De nem csak őket: az új nyomozó igencsak alapos kutatómunkát végez Wilden gyilkosának megtalálásában. Közben "A" azon ügyködik, hogy sorra eltávolítsa a lányok anyját az útból.                                                                      |     |                                                      |                  |                                                      |                                     |
| 75. | 4.  | Pofavizit (Face Time)                                | Norman Buckley   | Joseph Dougherty                                     | 2013. július 2. 2016. május 7.      |
| A lányok tovább nyomoznak Alison maszkja után, és kiderül, hogy több is készült belőle. Sőt nem csak az ő arcáról. Spencer sarokba szorítja Melissát, aki fontos részleteket árul el a vonaton történtekről. Emily szüleit gyermekbántalmazással vádolják, az állami nyomozók pedig Hanna anyjára szállnak rá. Aria elárulja Jake-nek, hogy korábban viszonya volt egy tanárával.                                                                  |     |                                                      |                  |                                                      |                                     |
| 76. | 5.  | Gamma, zéta, halál! (Gamma Zeta Die!)                | Mick Garris      | Maya Goldsmith                                       | 2013. július 9. 2016. május 14.     |
| Spencer és Emily azt tervezik, hogy meglátogatják a közeli főiskolát. Aria és Mike nem képesek eldönteni, hogy mi a legjobb a szüleiknek. Eközben Hanna egyre inkább kétségbeesettebb lesz. |     |                                                      |                  |                                                      |                                     |
| 77. | 6.  | Lefegyverezve (Under The Gun)                        | Wendey Stanzler  | Lijah Barasz                                         | 2013. július 16. 2016. május 14.    |
| Hanna otthon várja az ügyészség ítéletét, miközben a rendőrség kideríti, hogy Tom pisztolyával ölték meg Wildent, így Ashley nagy bajba kerül. Emily hiába csempészi Tanner asztalára a bizonyító erejű felvételt, csak magát sodorja bajba vele. Spencer és Toby találkoznak Grunwalddal, aki egyelőre mindent tagad. Közben Aria áldozata lesz egy fiú kicsinyes bosszújának a gimiben. Ezra és Mike is igyekszik támogatni őt - a maguk módján. |     |                                                      |                  |                                                      |                                     |
| 78. | 7.  | Törj össze, égj el! (Crash and Burn, Girl!)          | Ron Lagomarsino  | Bryan Holdman                                        | 2013. július 23. 2016. május 21.    |
| Emily megszerzi Wilden lakáskulcsát a rendőrségen. A lányok betörnek a lakásba, hogy bizonyítékot keressenek, amivel esetleg megmenthetik Hanna anyját. Ehelyett azonban Emily családján csattan "A" ostora. Eközben Hanna próbálja rábeszélni Ashleyt, hogy vallja magát bűnösnek. Caleb és Toby megpróbálják lenyomozni a repülőgépet, amivel a Piros Kabátos a tűz helyszínére érkezett, míg Ezra és Aria újra közelebb kerülnek egymáshoz.     |     |                                                      |                  |                                                      |                                     |
| 79. | 8.  | Bűnös lányok kézikönyve (The Guilty Girl's Handbook) | Janice Cooke     | Jan Oxenberg                                         | 2013. július 30. 2016. május 21.    |
| Hanna merész lépésre szánja el magát: be akarja vallania Wilden-gyilkosságot. Hogy hitelesen tudjon hazudni, Monát hívja gyakorolni, aki látszólag segítőkész. Emily boldog felismerését, hogy az úszás nélkül is lehet jövője egy főiskolán, beárnyékolja a családját sújtó katasztrófa. Aria újra közel kerül Jake-hez. |     |                                                      |                  |                                                      |                                     |
| 80. | 9.  | Zuhanás a mélybe (Into the Deep)                     | Chad Lowe        | Jonell Lennon                                        | 2013. augusztus 6. 2016. május 28.  |
| Paige lelkesen szervezi Emily szülinapi buliját. Nem sejti, hogy ez a nap mindenki számára katasztrófával zárul. Közben Ashleyért valaki leteszi az óvadékot. Jenna visszatér a városba, de határozottsága már közel sem a régi. A nap nyertese Aria, akit a bulin történtek után Jake az oltalma alá vesz. |     |                                                      |                  |                                                      |                                     |
| 81. | 10. | Tükröm, tükröm (The Mirror Has Three Faces)          | Zetna Fuentes    | Maya Goldsmith                                       | 2013. augusztus 13. 2016. május 28. |
| Mrs. Dilaurentis átmenetileg befogadja Emilyt, ami jó alkalom a lányoknak, hogy Alison szobájában kutassanak. Ezra pontot tesz az apaság kérdésére és szakít Maggie-vel. Aria azonban egyelőre ellenáll. Toby és Spencer meglátogatják Dr. Palmert, és meglepő dolgot derítenek ki. Egy névtelen bejelentés nyomán Veronica lemond Ashley védéséről.                                                                                               |     |                                                      |                  |                                                      |                                     |
| 82. | 11. | Piros Kabát (Bring Down the Hoe)                     | Melanie Mayron   | Oliver Goldstick & Francesca Rollins                 | 2013. augusztus 20. 2016. június 4. |
| A gimnázium hagyományos Wester táncestjén felgyorsulnak az események: Aria végre kész továbblépni, de megtudja, hogy Maggie elhagyta Ezrát. Toby újabb ajándékot kap "A"-tól, és meggondolatlanul cselekszik. Hannának egy idegen szemtanú ad új reménységet az anyja ügyében. Emily és Spencer Piros Kabát nyomába ered. |     |                                                      |                  |                                                      |                                     |
| 83. | 12. | Aki bújt, aki nem (Now You See Me, Now You Don't)    | Norman Buckley   | I. Marlene King and Bryan Holdman                    | 2013. augusztus 27. 2016. június 4. |
| Most, hogy a nyaka körül szorulni látszik a hurok, "A" egyre ijesztőbb ajándékokat küld a lányoknak. Az egyik ajándék nyomán a csapat újra Ravenswoodban lyukad ki, ahol összefutnak Grunwalddal, aki a közelgő veszélyre figyelmezteti őket. Felfedezik "A" rejtekhelyét, Emily és Cece majdnem meghal, és kiderül, hogy "A" talán nem is nő. Mindeközben erősödnek a szerelmek: Spenceré, Hannáé és Emilyé, Aria pedig ismét Ezra felé húz.      |     |                                                      |                  |                                                      |                                     |
| 84. | 13. | Hullajó parti (Grave New World)                      | Ron Lagomarsino  | Joseph Doughtery, I. Marlene King & Oliver Goldstick | 2013. október 22 2016. június 11.   |
| A lányok különös kalandba keverednek a ravenswoodi temetőben, ahol a város partit rendez a halottai tiszteletére. Egy kísértet járta kastélyban lyukadnak ki, ahol Alison kísértetét vélik látni. Vagy nem csak kísértet? Közben Caleb összebarátkozik az árva Mirandával, aki a nagybátyjához érkezett a városba. Ezra egyre dühösebben üldözi a lányokat, akik talán Ali nyomára vezetik.                                                        |     |                                                      |                  |                                                      |                                     |
| 85. | 14. | Ki van a koporsóban? (Who's In The Box?)             | Chad Lowe        | Joseph Dougherty                                     | 2014. január 7. 2016. június 11.    |
| A csapat próbálja feldolgozni Ali visszatértét, de felszínre bukkannak az ellenérzéseik is. Ezra egyre inkább meghódítja Ariát, de csúnyán visszautasítja Mona szövetségét. Spencer segít Tobynak a Radley ellen, míg Caleb szakít Hannával. Előkerül Alison naplója. |     |                                                      |                  |                                                      |                                     |
| 86. | 15. | Szerelmi fészek (Love ShAck, Baby)                   | Norman Buckley   | Lijah J. Barasz                                      | 2014. január 14. 2016. június 18.   |
| Alison és a naplója felbukkanása felkorbácsolja a lányok érzelmeit. Több barátságukat megingató téma is napvilágra kerül. Caleb szakít Hannával, és visszamegy Ravenswoodba. Spencer összetűzésbe keveredik az apjával és Mrs DiLaurentisszel. Ezra tovább manipulálja Ariát, míg végül megszerzi, amit akar. |     |                                                      |                  |                                                      |                                     |
| 87. | 16. | Közelharc (Close Encounters)                         | Arthur Anderson  | Jonell Lennon                                        | 2014. január 21. 2016. június 18.   |
| Shana visszatér Ravenswoodba, hogy elmondja Emilynek: üzenete van számára Alitól. Ali találkozni szeretne Emilyvel, de csak Emilyvel. Ez is csak egy része lenne 'A' tervének, vagy Emily tényleg Ali kedvence? |     |                                                      |                  |                                                      |                                     |
| 88. | 17. | Ráharaptál (Bite Your Tongue)                        | Arlene Sanford   | Maya Goldsmith & Oliver Goldstick                    | 2014. január 28. 2016. június 25.   |
| 89. | 18. | Vonzerő (Hot for Teacher)                            | Tripp Reed       | Bryan Holdman                                        | 2014. február 4. 2016. június 25.   |
| 90. | 19. | Árnyjáték (Shadow Play)                              | Joseph Dougherty | Joseph Dougherty                                     | 2014. február 11. 2016. július 2.   |
| 91. | 20. | Szabadesés (Free Fall)                               | Melanie Mayron   | Maya Goldsmith                                       | 2014. február 18. 2016. július 2.   |
| 92. | 21. | Megtörve (She's Come Undone)                         | Chad Lowe        | Jonell Lennon                                        | 2014. február 25. 2016. július 9.   |
| 93. | 22. | Falazz nekem! (Cover For Me)                         | Michael Grossman | Bryan Holdman                                        | 2014. március 4. 2016. július 9.    |
| 94. | 23. | Szökött menyasszony (Unbridled)                      | Oliver Goldstick | Maya Goldsmith & Oliver Goldstick                    | 2014. március 11. 2016. július 16.  |
| 95. | 24. | Kérdezz felelek (A is for Answers)                   | I. Marlene King  | I. Marlene King                                      | 2014. március 18. 2016. július 16.  |

### 5. évad
| Sor. | Év. | Cím                                                                               | Rendező          | Író                                  | Premier                               |
| ---- | --- | --------------------------------------------------------------------------------- | ---------------- | ------------------------------------ | ------------------------------------- |
| 96.  | 1.  | Szökés New York-ból (EscApe From New York)                                        | Norman Buckley   | I. Marlene King                      | 2014. június 10. 2017. január 27.     |
| 97.  | 2.  | Hullámvasút (Whirly Girlie)                                                       | Joanna Kerns     | Oliver Goldstick                     | 2014. június 17. 2017. január 30.     |
| 98.  | 3.  | Utórengések (Surfing the Aftershocks)                                             | Chad Lowe        | Joseph Dougherty                     | 2014. június 24. 2017. január 31.     |
| 99.  | 4.  | Kisiklott életek (Thrown From The Ride)                                           | Janice Cooke     | Maya Goldsmith                       | 2014. július 1. 2017. február 1.      |
| 100. | 5.  | Hiányoztam, ugye? (Miss Me x 100)                                                 | Norman Buckley   | I. Marlene King                      | 2014. július 8. 2017. február 2.      |
| 101. | 6.  | Fuss, Ali, fuss! (Run, Ali, Run)                                                  | Norman Buckley   | Jonell Lennon                        | 2014. július 15. 2017. február 3.     |
| 102. | 7.  | A báránybőrbe bújt farkas (The Silence of E. Lamb)                                | Joshua Butler    | Bryan M. Holdman                     | 2014. július 22. 2017. február 6.     |
| 103. | 8.  | Sikíts a kedvemért! (Scream For Me)                                               | Bethany Rooney   | Oliver Goldstick & Maya Goldsmith    | 2014. július 29. 2017. február 7.     |
| 104. | 9.  | A bűnlajstrom (March of Crimes)                                                   | Chad Lowe        | Oliver Goldstick & Maya Goldsmith    | 2014. augusztus 5. 2017. február 8.   |
| 105. | 10. | A sötét szövetséges (A Dark Ali)                                                  | Arlene Sanford   | Lijah J. Barasz                      | 2014. augusztus 12. 2017. február 9.  |
| 106. | 11. | Engem itt senki sem szeret és meg sem ért (No One Here Can Love or Understand Me) | Larry Reibman    | Joseph Dougherty                     | 2014. augusztus 19. 2017. február 10. |
| 107. | 12. | Amit magaddal viszel a sírba (Taking This One to the Grave)                       | Ron Lagomarsino  | I. Marlene King                      | 2014. augusztus 26. 2017. február 13. |
| 108. | 13. | Váratlan ajándék (How the A Stole Christmas)                                      | I. Marlene King  | I. Marlene King & Kyle Bown          | 2014. december 9. 2017. február 14.   |
| 109. | 14. | Tükör által (Through a Glass, Darkly)                                             | Chad Lowe        | Joseph Dougherty & Lijah J. Barasz   | 2015. január 6. 2017. február 15.     |
| 110. | 15. | Friss hús (Fresh Meat)                                                            | Zetna Fuentes    | Oliver Goldstick & Maya Goldsmith    | 2015. január 13. 2017. február 16.    |
| 111. | 16. | Ellopott titkok (Over a Barrel)                                                   | Michael Grossman | Bryan M. Holdman                     | 2015. január 20. 2017. február 17.    |
| 112. | 17. | A bűnök tárháza (The Bin of Sin)                                                  | Tripp Reed       | Jonell Lennon                        | 2015. január 27. 2017. február 20.    |
| 113. | 18. | Mese, mese, meskete (Oh, What Hard Luck Stories They All Hand Me)                 | Joseph Dougherty | Joseph Dougherty                     | 2015. február 3. 2017. február 21.    |
| 114. | 19. | Az átkozott folt (Out, Damned Spot)                                               | Nzingha Stewart  | Lijah J. Barasz                      | 2015. február 10. 217. február 22.    |
| 115. | 20. | Nem a szépség a lényeg (Pretty Isn't the Point)                                   | Melanie Mayron   | Oliver Goldstick & Francesca Rollins | 2015. február 17. 2017. február 23.   |
| 116. | 21. | Az ígéretes jelölt (Bloody Hell)                                                  | Arlene Sanford   | Maya Goldsmith                       | 2015. február 24. 2017. február 24.   |
| 117. | 22. | Mondjam, vagy ne mondjam? (To Plea or Not to Plea)                                | Arthur Anderson  | Jonell Lennon                        | 2015. március 3. 2017. február 27.    |
| 118. | 23. | Száll a dal (The Melody Lingers On)                                               | Roger Kumble     | Joseph Dougherty                     | 2015. március 10. 2017. február 28.   |
| 119. | 24. | A jó kislány (I'm a Good Girl, I Am)                                              | Oliver Goldstick | Oliver Goldstick & Maya Goldsmith    | 2015. március 17. 2017. március 1.    |
| 120. | 25. | Isten hozott a babaházban! (Welcome to the Dollhouse)                             | Ron Lagomarsino  | I. Marlene King                      | 2015. március 24. 2017. március 2.    |

### 6. évad
| Sor. | Év. | Cím                                                          | Rendező             | Író                                                                       | Premier                               |
| ---- | --- | ------------------------------------------------------------ | ------------------- | ------------------------------------------------------------------------- | ------------------------------------- |
| 121. | 1.  | A csel (Game On, Charles)                                    | Chad Lowe           | Történet: I. Marlene King Forgatókönyv: I. Marlene King & Lijah J. Barasz | 2015. június 2. 2017. március 3.      |
| 122. | 2.  | Az ártatlanság dalai (Songs of Innocence)                    | Norman Buckley      | Joseph Dougherty                                                          | 2015. június 9. 2017. március 6.      |
| 123. | 3.  | A tapasztalás dalai (Songs of Experience)                    | Norman Buckley      | Joseph Dougherty                                                          | 2015. június 16. 2017. március 7.     |
| 124. | 4.  | Ne nézz ide! (Don't Look Now)                                | Arlene Sanford      | Jonell Lennon                                                             | 2015. június 23. 2017. március 8.     |
| 125. | 5.  | Angyal-lány (She's No Angel)                                 | Michael Grossman    | Oliver Goldstick & Maya Goldsmith                                         | 2015. június 30. 2017. március 9.     |
| 126. | 6.  | Minden követ mozgassunk meg! (No Stone Unturned)             | Chad Lowe           | Oliver Goldstick & Maya Goldsmith                                         | 2015. július 14. 2017. március 10.    |
| 127. | 7.  | Ó, testvér, merre visz az utad? (Oh Brother, Where Art Thou) | Bethany Rooney      | Lijah J. Barasz                                                           | 2015. július 21. 2017. március 13.    |
| 128. | 8.  | Képben vagyunk (FrAmed)                                      | Larry Reibman       | Bryan M. Holdman                                                          | 2015. július 28. 2017. március 14.    |
| 129. | 9.  | Az utolsó tánc (Last Dance)                                  | Janice Cooke        | Oliver Goldstick & Francesca Rollins                                      | 2015. augusztus 4. 2017. március 15.  |
| 130. | 10. | Vége a játéknak, Charles! (Game Over, Charles)               | I. Marlene King     | I. Marlene King                                                           | 2015. augusztus 11. 2017. március 16. |
| 131. | 11. | Rosewoodi találka (Of Late I Think of Rosewood)              | Ron Lagomarsino     | Joseph Dougherty                                                          | 2016. január 12. 2017. március 17.    |
| 132. | 12. | Charlotte hálója (Charlotte's Web)                           | Joanna Kerns        | Jonell Lennon & Lijah J. Barasz                                           | 2016. január 19. 2017. március 20.    |
| 133. | 13. | Felvesszük a kesztyűt (The Gloves Are On)                    | Kimberly McCullough | Maya Goldsmith                                                            | 2016. január 26. 2017. március 21.    |
| 134. | 14. | Új pasik, új hazugságok (New Guys New Lies)                  | Zetna Fuentes       | Kyle Bown & Kateland Brown                                                | 2016. február 2. 2017. március 22.    |
| 135. | 15. | Ne zavarjanak (Do Not Disturb)                               | Melanie Mayron      | Bryan M. Holdman                                                          | 2016. február 9. 2017. március 23.    |
| 136. | 16. | Valaki vár rám (Where Somebody Waits For Me)                 | Joseph Dougherty    | Joseph Dougherty                                                          | 2016. február 16. 2017. március 24.   |
| 137. | 17. | Mindenkinek megvan a maga keresztje (We've All Got Baggage)  | Paula Hunziker      | Oliver Goldstick                                                          | 2016. február 23. 2017. március 27.   |
| 138. | 18. | Kéretik elégetni (Burn This)                                 | Arthur Anderson     | Maya Goldsmith                                                            | 2016. március 1. 2017. március 28.    |
| 139. | 19. | Hiányoztam? (Did You Miss Me?)                               | Roger Kumble        | Joseph Dougherty                                                          | 2016. március 8. 2017. március 29.    |
| 140. | 20. | Csitt, csitt, édes kis hazugok (Hush Hush, Sweet Liars)      | Ron Lagomarsino     | I. Marlene King                                                           | 2016. március 15. 2017. március 30.   |

### 7. évad
| Sor. | Év. | Cím                                                                  | Rendező             | Író                                                                                  | Premier                                 |
| ---- | --- | -------------------------------------------------------------------- | ------------------- | ------------------------------------------------------------------------------------ | --------------------------------------- |
| 141. | 1.  | Tikk-Takk, Ribik (Tick-Tock, Bitches)                                | Ron Lagomarsino     | I. Marlene King                                                                      | 2016. június 21. 2017. augusztus 8.     |
| 142. | 2.  | Őrültek háza (Bedlam)                                                | Tawnia McKiernan    | Joseph Dougherty                                                                     | 2016. június 28. 2017. augusztus 9.     |
| 143. | 3.  | A tehetséges Mr. Rollins (The Talented Mr. Rollins)                  | Zetna Fuentes       | Jonell Lennon                                                                        | 2016. július 5. 2017. augusztus 10.     |
| 144. | 4.  | Üsd el és fuss (Hit and Run, Run, Run)                               | Michael Goi         | Maya Goldsmith                                                                       | 2016. július 12. 2017. augusztus 11.    |
| 145. | 5.  | Mary beköltözik (Along Comes Mary)                                   | Norman Buckley      | Bryan M. Holdman                                                                     | 2016. július 19. 2017. augusztus 14.    |
| 146. | 6.  | Élve vagy halva (Wanted: Dead or Alive)                              | Bethany Rooney      | Lijah Barasz                                                                         | 2016. augusztus 2. 2017. augusztus 15.  |
| 147. | 7.  | Az igAzi gengszter (Original G'A'ngster)                             | Melanie Mayron      | Kateland Brown                                                                       | 2016. augusztus 9. 2017. augusztus 16.  |
| 148. | 8.  | Exek és meglepetések (Exes and OMGs)                                 | Kimberly McCullough | Charlie Craig                                                                        | 2016. augusztus 16. 2017. augusztus 17. |
| 149. | 9.  | Noel nyomában (The Wrath of Kahn)                                    | Chad Lowe           | Jonell Lennon                                                                        | 2016. augusztus 23. 2017. augusztus 18. |
| 150. | 10. | A legsötétebb lovAg (The D'A'rkest Knight)                           | Arlene Sanford      | I. Marlene King & Maya Goldsmith                                                     | 2016. augusztus 30. 2017. augusztus 21. |
| 151. | 11. | Kezdődjön a játék (Playtime)                                         | Chad Lowe           | Allyson Nelson & Joseph Dougherty                                                    | 2017. április 18. 2017. augusztus 22.   |
| 152. | 12. | Családi titkok (These Boots Are Made For Stalking)                   | Ron Lagomarsino     | Oliver Goldstick                                                                     | 2017. április 25. 2017. augusztus 23.   |
| 153. | 13. | Fogd a bábud (Hold Your Piece)                                       | Marta Cunningham    | Bryan Holdman                                                                        | 2017. május 2. 2017. augusztus 24.      |
| 154. | 14. | Hatalmi játszma (Power Play)                                         | Roger Kumble        | Lijah Barasz                                                                         | 2017. május 9. 2017. augusztus 25.      |
| 155. | 15. | A szem a lélek tükre (In The Eye Abides The Heart)                   | Troian Bellisario   | Joseph Dougherty                                                                     | 2017. május 16. 2017. augusztus 28.     |
| 156. | 16. | A kesztyű amely a bölcsőt ringatja (The Glove That Rocks the Cradle) | Paula Hunziker      | Maya Goldsmith                                                                       | 2017. május 23. 2017. augusztus 29.     |
| 157. | 17. | Boldogan féltek, míg meg nem haltak (Driving Miss Crazy)             | Oliver Goldstick    | Oliver Goldstick & Francesca Rollins                                                 | 2017. május 30. 2017. augusztus 30.     |
| 158. | 18. | Válassz vagy veszíts (Choose or Lose)                                | Norman Buckley      | Charlie Craig                                                                        | 2017. június 6. 2017. augusztus 31.     |
| 159. | 19. | Viszlát, drágám (Farewell, My Lovely)                                | Joseph Dougherty    | Joseph Dougherty                                                                     | 2017. június 13. 2017. szeptember 1.    |
| 160. | 20. | Míg a halál el nem választ (Till Death Do Us Part)                   | I. Marlene King     | Történet: I. Marlene King & Kyle Bown Forgatókönyv: I. Marlene King & Maya Goldsmith | 2017. június 20. 2017. szeptember 4.    |

## Különkiadások
| Sor. | Cím                                             | Narrátor(ok)                        | A két rész ami között adták                                                   | Eredeti premier   | Magyar premier    |
| ---- | ----------------------------------------------- | ----------------------------------- | ----------------------------------------------------------------------------- | ----------------- | ----------------- |
| 1    | „Kalandos útmutató” “A Liars Guide to Rosewood” | Janel Parrish, mint Mona Vanderwaal | "Veszélyes játszma" (3. évad finálé) "A búcsú" (4. évad premier)              | 2013. június 4.   | 2016. április 23. |
| 2    | „We Love You to DeAth”                          | A Hazug csajok társasága stábja     | "Amit magaddal viszel a sírba" (107. epizód) "Váratlan ajándék" (108. epizód) | 2014. október 21. |                   |

## Webizódok

### Pretty Dirty Secrets
| Sor. | Év. | Cím              | Rendezte        | Írta                    | Eredeti adás         |
| ---- | --- | ---------------- | --------------- | ----------------------- | -------------------- |
| 1    | 1   | „A ReservAtion”  | Arthur Anderson | Kyle Bown & Kim Turrisi | 2012. augusztus 28.  |
| 2    | 2   | „A Reunion”      | Arthur Anderson | Kyle Bown & Kim Turrisi | 2012. szeptember 4.  |
| 3    | 3   | „A VoicemAil”    | Arthur Anderson | Kyle Bown & Kim Turrisi | 2012. szeptember 11. |
| 4    | 4   | „I'm A Free MAn” | Arthur Anderson | Kyle Bown & Kim Turrisi | 2012. szeptember 18. |
| 5    | 5   | „TrAde Off”      | Arthur Anderson | Kyle Bown & Kim Turrisi | 2012. szeptember 25. |
| 6    | 6   | „AssociAtion”    | Arthur Anderson | Kyle Bown & Kim Turrisi | 2012. október 2.     |
| 7    | 7   | „CAll Security”  | Arthur Anderson | Kyle Bown & Kim Turrisi | 2012. október 9.     |
| 8    | 8   | „The 'A' Train”  | Arthur Anderson | Kyle Bown & Kim Turrisi | 2012. október 16.    |